# Furco (Carballedo)
Furco (llamada oficialmente San Gregorio de Furco) es una parroquia y una aldea española del municipio de Carballedo, en la provincia de Lugo, Galicia.

## Organización territorial
La parroquia está formada por ocho entidades de población:

### Entidades de población
Entidades de población que forman parte de la parroquia:
- Abelairas
- A Matanza
- Furco
- O Porto
- O Rañadoiro
- Penaboa
- Val do Arado

### Despoblado
Despoblado que forma parte de la parroquia:
- Penasalbas (Penas Albas)

## Demografía

### Parroquia
| Gráfica de evolución demográfica de Furco (parroquia) entre 2000 y 2020 |
|                                                                         |
| Datos según el nomenclátor publicado por el INE.                        |

### Aldea
| Gráfica de evolución demográfica de Furco (aldea) entre 2000 y 2019 |
|                                                                     |
| Datos según el nomenclátor publicado por el INE.                    |